# Kayanza (stad)
Kayanza is een stad in Burundi en is de hoofdplaats van de provincie Kayanza.
Kayanza telde in 1990 bij de volkstelling 17.900 inwoners.